# Дифенилсульфон
Дифенилсульфон — сераорганическое соединение, имеющее формулу (C6H5)2SO2 и относящееся к классу сульфонов. Это белое с сероватым оттенком твёрдое вещество, растворимое в органических растворителях.

## Получение
В промышленности дифенилсульфон получают пропусканием паров бензола через колонку с 95%-ной H2SO4, нагретую до 260 °С, или взаимодействием бензолсульфохлорида с бензолом при 80-110 °С (в присутствии катализатора FеСl3).
Препаративные способы получения - взаимодействие бензола с бензолсульфохлоридом при 30 °С (в присутствии катализатора АlСl3) или окисление дифенилсульфида избытком Н2О2 в уксусной кислоте при 20 °С.

## Применение
Применяют дифенилсульфон и некоторые его производные, например, 4-хлордифенилсульфон, 2,4,4',5'-тетрахлордифенилсульфон как акарициды. Дигидразид дифенилсульфон-3,3'-дисульфокислоты - как порообразователь.
Применяется также в качестве высокотемпературного растворителя. Такие высокотемпературные растворители полезны для обработки очень жёстких полимеров, например, PEEK, которые растворяются только в очень горячих растворителях.

## Химические свойства
1. Дифенилсульфон восстанавливается при кипячении в 75%-ном водном спирте (в присутствии Ni-катализатора) до бензола.
2. Гидролизуется при кипячении в разбавленном водном растворе КОН до бензолсульфокислоты и бензола, а при плавлении с КОН при 220°С - до фенола и бензола.
3. При нагревании с дымящей H2SO4 при 100-120°С превращается в 3-(фенилсульфонил)бензолсульфокислоту, при 230 °С - в бензол-1,3-дисульфокислоту.
4. При взаимодействии с бутиллитием в эфире с последующим насыщением раствора СО2 - в 2-(фенилсульфонил)бензойную кислоту и бис-(2-карбоксифенил)сульфон.
5. Нитруется концентрированной HNO3 при 20 °С с образованием 2,4,6-тринитрорезорцина и отщеплением бензолсульфокислоты.